# Кубок світу з біатлону 2017—2018 — етап 7
Сьомий етап Кубка світу з біатлону 2017—18 відбувався в фінському Контіолагті  з 8  по 12 березня 2018 року. До програми етапу було включено 6 гонок:  спринт та мас-старт у чоловіків та жінок, відповідно, та дві змішані естафети.

## Призери

### Чоловіки
| Гонка:          | Золото:                | Час               | Срібло:                    | Час               | Бронза:                   | Час               |
| Спринт 10 км    | Антон Шипулін Росія    | 23:51.6 (0+0)     | Андрейс Расторгуєвс Латвія | 23:57.4 (0+0)     | Кантен Фійон Майє Франція | 24:08.9 (0+0)     |
| Мас-старт 15 км | Юліан Ебергард Австрія | 38:04.8 (0+0+1+1) | Мартен Фуркад Франція      | 38:11.7 (2+0+0+0) | Антон Шипулін Росія       | 38:24.1 (0+1+0+0) |

### Жінки
| Гонка:            | Золото:                  | Час               | Срібло:                         | Час               | Бронза:               | Час               |
| Спринт 7,5 км     | Дарія Домрачева Білорусь | 20:56.8 (0+1)     | Франциска Гільдебранд Німеччина | 20:57.3 (0+0)     | Ліза Віттоцці Італія  | 21:02.3 (0+1)     |
| Мас-старт 12,5 км | Ванесса Гінц Німеччина   | 35:47.9 (0+0+0+0) | Ліза Віттоцці Італія            | 36:01.4 (0+0+0+1) | Анаїс Шевальє Франція | 36:04.7 (0+0+0+1) |

## Змішані естафети
| Гонки:   | Золото:                                                      | Час                                                       | Срібло:                                                                 | Час                                                     | Бронза:                                                              | Час                                                       |
| Одиночна | Франція Анаїс Шевальє Антонен Гігонна                        | 33:29.1 (0+1) (0+2) (0+1) (0+0) (0+0) (0+0) (0+2) (0+0)   | Австрія Ліза Тереза Гаузер Юліан Ебергард                               | 33:31.5 (0+2) (0+1) (0+1) (0+0) (0+0) (0+1) (0+2) (0+0) | Норвегія Марте Ольсбу Йоганнес Тінгнес Бо                            | 33:33.5 (0+2) (0+2) (0+0) (0+1) (1+3) (0+0) (0+2) (0+1)   |
| Класична | Італія Доротея Вірер Ліза Вітоцці Домінік Віндіш Лукас Гофер | 1:15:08.3 (0+3) (0+3) (0+1) (1+3) (0+2) (0+0) (0+0) (0+1) | Україна Анастасія Меркушина Віта Семеренко Артем Прима Дмитро Підручний | 1:15:09.8 (0+0) (0+0) (0+1) (0+0) (0+0) (0+1)           | Норвегія Сюнневе Сулемдаль Тіріль Екгофф Генрік л'Абе-Лунд Тар'єй Бо | 1:15:17.4 (0+1) (0+2) (0+1) (0+3) (0+1) (0+0) (0+0) (0+1) |

## Досягнення
- Ванесса Гінц здобула першу в своїй кар'єрі перемогу в особистій гонці і перший подіум  (мас-старт).
- Ліза Віттоцці вперше піднялася на другу сходинку подіума в особистій гонці (мас-старт).
- Артем Прима вперше піднявся на подіум (класична змішана естафета).